# Thomas de Colmar
Charles Xavier Thomas de Colmar (5 maggio 1785 – 13 marzo 1870) è stato un inventore e imprenditore francese.
È noto per aver progettato, brevettato e prodotto il primo calcolatore meccanico di successo commerciale, l'Arithmometer, e per aver fondato le compagnie assicurative Le Soleil e L'aigle che, sotto la sua guida, divenne il gruppo assicurativo numero uno in Francia all'inizio del Secondo Impero.

## Biografia
Nato a Colmar, in Francia, suo padre era un medico e membro del consiglio comunale. Dopo un breve impiego nell'amministrazione francese, Thomas si arruolò nell'esercito francese nel 1809 raggiungendo infine il livello di direttore generale del magazzino di tutti gli eserciti situati in Spagna nel 1813. Poco dopo fu promosso ispettore di approvvigionamento per l'intera esercito francese. Fu durante quel periodo che concepì l'idea dell'aritmometro per aiutarlo con la grande quantità di calcoli che doveva eseguire.
Tornato alla vita civile, nel 1819, co-fonda la compagnia di assicurazioni antincendio "Phoenix" che lascia rapidamente a causa della mancanza di sostegno per le sue nuove idee da parte dei suoi soci e azionisti. Dieci anni dopo, nel 1829, fondò la compagnia di assicurazioni antincendio "Le Soleil" che crebbe per fusioni e acquisizioni fino alla morte. Nel 1843 fondò un'altra compagnia di assicurazioni denominata "L'Aigle incendie". Con il Sole (soleil) simbolo dei precedenti re di Francia e l'Aquila (aigle) che ricorda Napoleone, aveva tutte le basi per attirare una vasta gamma di clienti in una Francia del XIX secolo molto divisa. Alla sua morte il gruppo "Aigle - Soleil" era la più grande compagnia assicurativa in Francia e ne possedeva l'81%. Ottant'anni dopo, nel 1946, fu nazionalizzata e infine fusa con "La National" nel 1968 per diventare la società GAN che è ancora in attività oggi.

### Aritmometro
Il primo modello di Aritmometro fu introdotto nel 1820 e, di conseguenza, Thomas fu nominato cavaliere della Legion d'Onore nel 1821. Nonostante ciò, Thomas ha speso tutto il suo tempo e le sue energie nella sua attività assicurativa, quindi c'è una pausa di oltre trent'anni prima della commercializzazione dell'aritmometro nel 1852. A causa dell'aritmometro, è stato elevato al livello di ufficiale della legione d'onore nel 1857. Al momento della sua morte nel 1870, il suo impianto di produzione aveva costruito circa 1.000 aritmometri, rendendolo il primo calcolatore meccanico prodotto in serie al mondo e, all'epoca, l'unico calcolatore meccanico affidabile e abbastanza affidabile da utilizzare in luoghi come agenzie governative, banche, compagnie assicurative e osservatori.. La produzione dell'Arithmometer è andata avanti per altri 40 anni fino al 1914 circa.

## Vita privata
Sposò Francesca (Frasquita) Garcia de Ampudia Alvarez a Siviglia nel 1812. Lei proveniva da un'antica famiglia nobile andalusa. Insieme ebbero dieci figli: Joseph Thomas d'Alvarez, Charlotte (contessa di Rancy), Louis Thomas che sposò Livia Carafa, duchessa di Bojanoe prese il nome di Thomas de Bojano, Frasquita (signora Soultzner d'Enschwyl) e Henriette (contessa di Dalmas).